# Бама-Яоський автономний повіт
24°08′33″ пн. ш. 107°14′55″ сх. д. / 24.14246° пн. ш. 107.24848° сх. д.
Бама-Яоський автономний повіт (кит. 巴马瑶族自治县, пін. Bāmă Yáozú Zìzhìxiàn) — один із повітів КНР у складі префектури Хечи, Гуансі-Чжуанський автономний район. Адміністративний центр — містечко Бама.

## Географія
Бама-Яоський автономний повіт лежить на заході префектури на одній з приток річки Хуншуй.

### Клімат
Повіт знаходиться у зоні, котра характеризується вологим субтропічним кліматом. Найтепліший місяць — липень із середньою температурою 27,3 °C. Найхолодніший місяць — січень, із середньою температурою 11,9 °С.
| Клімат повіту Бама-Яо   | Клімат повіту Бама-Яо | Клімат повіту Бама-Яо | Клімат повіту Бама-Яо | Клімат повіту Бама-Яо | Клімат повіту Бама-Яо | Клімат повіту Бама-Яо | Клімат повіту Бама-Яо | Клімат повіту Бама-Яо | Клімат повіту Бама-Яо | Клімат повіту Бама-Яо | Клімат повіту Бама-Яо | Клімат повіту Бама-Яо | Клімат повіту Бама-Яо |
| Показник                | Січ.                  | Лют.                  | Бер.                  | Квіт.                 | Трав.                 | Черв.                 | Лип.                  | Серп.                 | Вер.                  | Жовт.                 | Лист.                 | Груд.                 | Рік                   |
| Середній максимум, °C   | 16,6                  | 18,5                  | 22,1                  | 27                    | 29,9                  | 31,6                  | 32,6                  | 32,9                  | 31,3                  | 27,6                  | 23,5                  | 19,2                  | 26,1                  |
| Середня температура, °C | 11,9                  | 14                    | 17,4                  | 22                    | 24,8                  | 26,6                  | 27,3                  | 27                    | 25                    | 21,6                  | 17,1                  | 13,1                  | 20,7                  |
| Середній мінімум, °C    | 8,9                   | 11                    | 14,1                  | 18,4                  | 21,1                  | 23,3                  | 24                    | 23,5                  | 21,3                  | 18                    | 13,4                  | 9,3                   | 17,2                  |
| Норма опадів, мм        | 28.2                  | 34.7                  | 48.6                  | 95.2                  | 218.7                 | 330.7                 | 268.2                 | 207.5                 | 113                   | 87                    | 50.7                  | 23.2                  | 1505.7                |
| Вологість повітря, %    | 77                    | 77                    | 76                    | 77                    | 80                    | 83                    | 84                    | 84                    | 82                    | 81                    | 80                    | 77                    | 79.8                  |
| ----------------------- | --------------------- | --------------------- | --------------------- | --------------------- | --------------------- | --------------------- | --------------------- | --------------------- | --------------------- | --------------------- | --------------------- | --------------------- | --------------------- |
| Джерело: data.cma.cn    |                       |                       |                       |                       |                       |                       |                       |                       |                       |                       |                       |                       |                       |